# Alex Turrin
Alex Turrin (Feltre, província de Belluno, 3 de juny de 1992) és un ciclista italià, professional des del 2016 i actualment a l'equip Wilier Triestina-Selle Italia.

## Palmarès
- 2014
  - 1r al Trofeu Learco Guerra
  - 1r al Gran Premi Città di Empoli
- 2015
  - 1r a la Coppa Ciuffenna
  - 1r al Trofeu Frigos
  - 1r al Trofeu Castelnuovo Val di Cecina
  - 1r a la Coppa in Fiera San Salvatore
- 2016
  - Vencedor d'una etapa a la Volta al Marroc

### Resultats al Giro d'Itàlia
- 2018. 86è de la classificació general